# Dievenmolentje
Het Dievenmolentje is een windmolenrestant in de tot de Antwerpse gemeente Bornem behorende plaats Weert, gelegen aan Molenstraat 11.
Deze ronde stenen molen van het type grondzeiler fungeerde als korenmolen.

## Geschiedenis
Omstreeks 1650 werd op de Scheldedijk een standerdmolen opgericht, die in 1667, tijdens de Devolutieoorlog, werd afgebroken. In 1682 kwam een nieuwe molen tot stand, maar deze waaide in 1703-1704 omver. In 1770 werd een nieuwe molen opgericht, en wel een kleine rietgedekte achtkante bovenkruier. In 1846 brandde de molen af. Nu werd een stenen molen opgericht en deze deed dienst tot 1920, toen de kap en het wiekenkruis werden verwijderd. In 1923 werd ook het bovendeel van de romp gesloopt.
De molenaarswoning werd gesloopt en in 1993 vervangen door nieuwbouw.

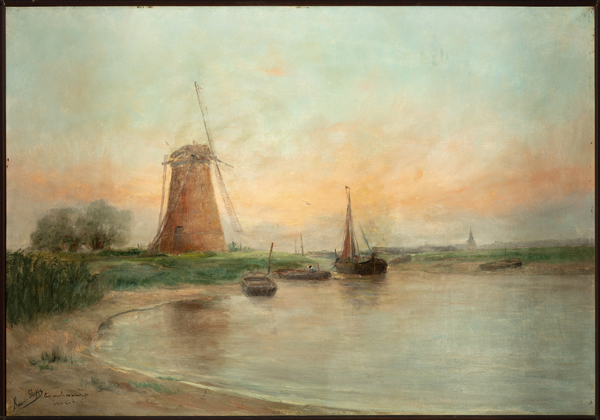
Dievenmolen, door Romain Steppe

De molen komt voor in romans van Marie Gevers en Herman Broeckaert terwijl schilders als Romain Steppe en August De Bats de molen afbeeldden.

## Naam
De ietwat merkwaardige naam houdt mogelijk verband met het feit dat schippers, die tevens smokkelden, hem als observatiepost gebruikten, dan wel dat met de stand der wieken seinen werden gegeven aan smokkelaars.